# ريك ألين (موسيقي)
ريك ألين (بالإنجليزية: Rick Allen)‏ هو موسيقي أمريكي، ولد في عقد 1940.